# Siegfried Kallenberg
Siegfried Garibaldi Kallenberg, född 3 november 1867, död 9 februari 1944, var en tysk tonsättare.
Kallenberg var bosatt i München. Han alster av modern, delvis expressionistisk prägel, upptar bland annat två operor, symfonier, kammarmusik, körer, och en mängd solosånger. År 1921 bildades i München en förening för spridande av Kallenbergs verk.